# 아메리카 스페인어
| 50% | 20% | 5% |
| 30% | 10% | 2% |

아메리카 대륙에서의 스페인어 사용자 분포도.

아메리카의 스페인어는 멕시코, 중앙 아메리카, 앤틸리스 제도, 남미 등지의 라틴 아메리카나 미국과 캐나다에 사는 스페인어 모어 화자(히스패닉)들이 쓰는 스페인어의 방언들이다.

## 종류
- 멕시코 스페인어
- 베네수엘라 스페인어
- 볼리비아 스페인어
- 칠레 스페인어

## 같이 보기
- 라틴 연합
- 히스패닉
- 반도 스페인어

- 카스티야 스페인어

- 필리핀 스페인어
- 적도 기니 스페인어